# Девиантное искусство
Девиантное искусство (фр. Art déviant, англ. Deviant art) ― художественное течение, возникшее в конце XX века благодаря развитию идей (нео) сюрреализма, постмодернизма и поп-арта и характеризующееся обширным использованием приёмов компьютерной графики. Следуя «фабричной» модели Энди Уорхола, сообщество художников течения в августе 2000 года создало свой собственный веб-сайт deviantART, который одновременно служит площадкой для размещения произведений и форумом для общения.
Данное творческое движение является разнородным и охватывает помимо изобразительного искусства также и литературу. В общем и целом оно характеризуется своими канонами и определёнными новаторскими методами, такими как угон (détournement), переработка или «воссоздание» икон популярной культуры (таких как Мона Лиза). Мультипликационный сериал «Симпсоны» является, к примеру, одним из источников вдохновения художников течения, особенно в области политической карикатуры («гомеризации»): особенно часто они обращаются к карикатурным образам Джорджа Буша,Барака Обамы, Че Гевары и Усамы бен Ладена. Большой Брат ― персонаж из романа Джорджа Оруэлла и символ абсолютного тоталитаризма, является ещё одной популярной фигурой. «Политическая некорректность» является одной из отличительных черт девиантного искусства; художники же в целом претендуют на определённую форму либертарианского и полемически художественного анархизма, используя пропагандистские плакаты времён Второй мировой войны или гламурные потребительские рекламные плакаты 1950-х и 60-х годов чтобы осудить излишества современного общества исходя из духа протеста.
Среди главных векторов девиантного искусства критики называют принты на футболках, граффити и другие проявления городской культуры, настенного искусства, скульптуры в духе произведений Сезара, а также образы рекламы, особенно фотографии из показов мод.
Хотя сайт deviantART остаётся главной платформой сообщества создателей и художников, были созданы другие сайты, имевшие более скромный успех и часто ориентированные на определенную более узкую тематику инициатива поклонников жанра. Наиболее плодотворной из альтернативных групп является объединение под названием CGSociety Society of Digital Artists.
Многие представитель современных художественных течений, таких как стимпанк или готы в большей или меньшей степени интеллектуально тяготеют к девиантному искусству..
Компьютерная графика, несомненно, является существенным вектором «девиантного» художественного творчества. Интернет, следовательно, становятся основной площадкой для размещения таких произведений. При этом многие арт-блоги специализируются не только на продаже закачек произведений, но и на создании компьютерных инструментов.